# シエラレオネ国民会議
シエラレオネ国民会議（―こくみんかいぎ、National Council of Sierra Leone, NCSL）は西アフリカのシエラレオネの政党で1950年代前半の主な野党であった。
主にシエラレオネの西部地域のクリオ（クレオール）が主体の政党で、1950年8月にクリオの利益を代弁するクリオのエリート医者バンコール＝ブライトとウォレス＝ジョンソンらがスティーブンス憲法（当時のハーバード・スティーブンソン総督の名から取った憲法案で、1947年に立法評議会におけるアフリカ人非政府議員枠や保護国割り当て議員枠の拡大を定めた通称スティーブンソン憲法の草案。保護国の伝統的部族の首長らは賛成したが、植民地のクリオや保護国の知識人は首長の政治的発言力のみが強まるとして反発した。）が識字規定を設けていないために立法評議会での伝統的首長の発言権の拡大を恐れ、それに反対するため英領西アフリカ国民会議の支部メンバーらによりシエラレオネ植民地国民会議 (NCCSL) を設立した。
当初オグボニ協会と名付けられたが、すぐにシエラレオネ植民地国民会議に改名され、後にシエラレオネ国民会議に短縮された。
1951年に憲法が修正されるが、NCSLは1951年の選挙で当初はメンデ族主体のシエラレオネ人民党（SLPP）に勝利したが、全ての独立系保護国選出議員が人民党へ流れ、第二党に転落した。1954年にウォレス＝ジョンソンらは統一シエラレオネ進歩党を結成し分かれた。1957年に普通選挙権が導入された際に、NCSLは1.8%の得票にとどまり、立法府で全ての議席を失った。その後クリオはテムネ族と手を組み、全人民会議（APC）を設立した。